# Велика Чернігівка (Щастинський район)
Вели́ка Черні́гівка — село в Україні, у Нижньотеплівській сільській громаді Щастинського району Луганської області. Населення становить 1460 осіб.

## Географія
Географічні координати: 48°57' пн. ш. 39°25' сх. д. Загальна площа села — 5,4 км².
Село розташоване у східній частині Донбасу за 45 км від колишнього районного центру. Найближча залізнична станція — Городній, за 21 км. Через село протікає річка Ковсуг.

## Історія
Населений пункт засновано в другій половині XVIII століття вихідцями з Чернігівської губернії. Згодом до них приєдналися вихідці з Воронезької губернії.
У 1932–1933 роках Великочернігівська сільська рада постраждала від Голодомору. За свідченнями очевидців кількість померлих склала щонайменше 239 осіб, імена яких встановлено.
Наприкінці 1960-х років у селі діяли центральна садиба колгоспу імені Леніна, середня і початкова школи, бібліотека, клуб, лікарня і майстерні побутового обслуговування.
12 червня 2014 року від удару струмом під час проведення електропроводки у Великій Чернігівці загинув капітан батальйону «Чернігів-1» Олексій Коновалов.
2019 рік компанія «Водафон Україна» підключила село до зв'язку LTE 4G.

## Населення
За даними перепису 2001 року населення села становило 1460 осіб, з них 6,16 % зазначили рідною мову українську, 93,7 % — російську, а 0,14 % — іншу.

## Пам'ятки
На околиці Великої Чернігівки виявлено 3 поселення епохи бронзи, поселення і могильник раннього середньовіччя, 3 кургани, а також 9 курганних могильників із 31 курганом.